# Vila fortificada de Ceret

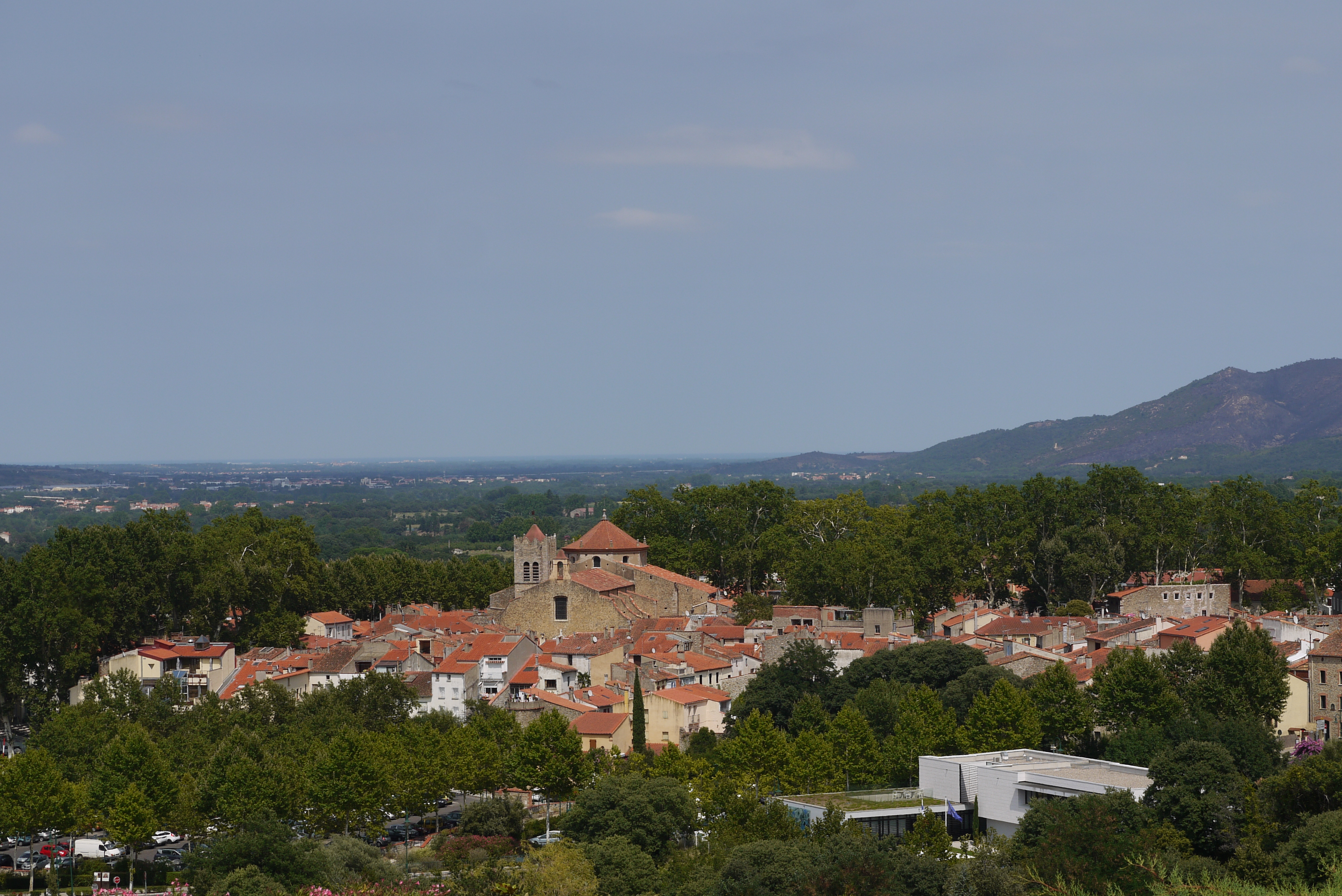
Vista general de la vila fortificada

La Vila fortificada de Ceret és la vila murada, fortificada, medieval d'estil romànic de la vila de Ceret, a la comarca del Vallespir (Catalunya del Nord).

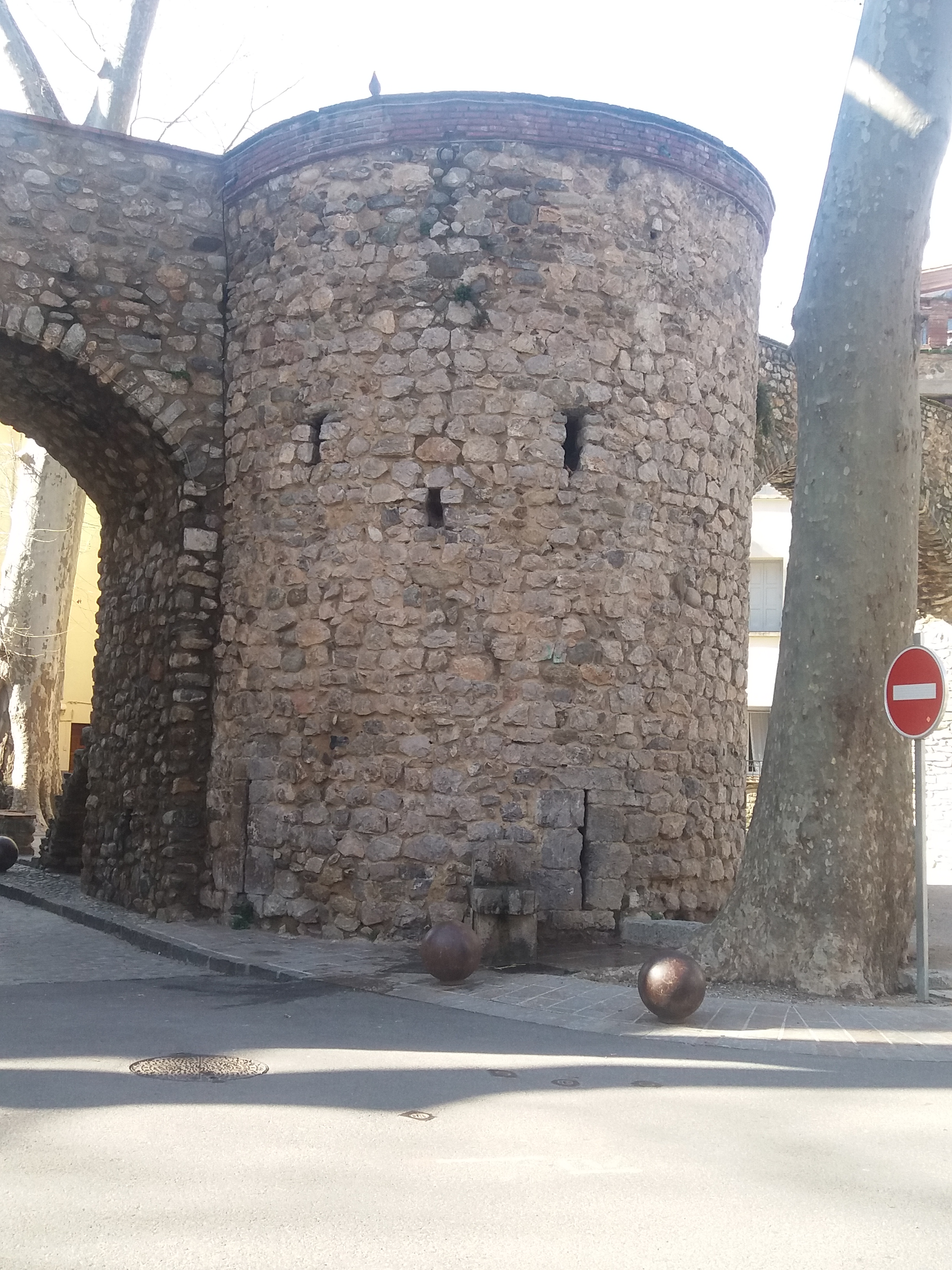
Torre petita de la Porta dels Moros

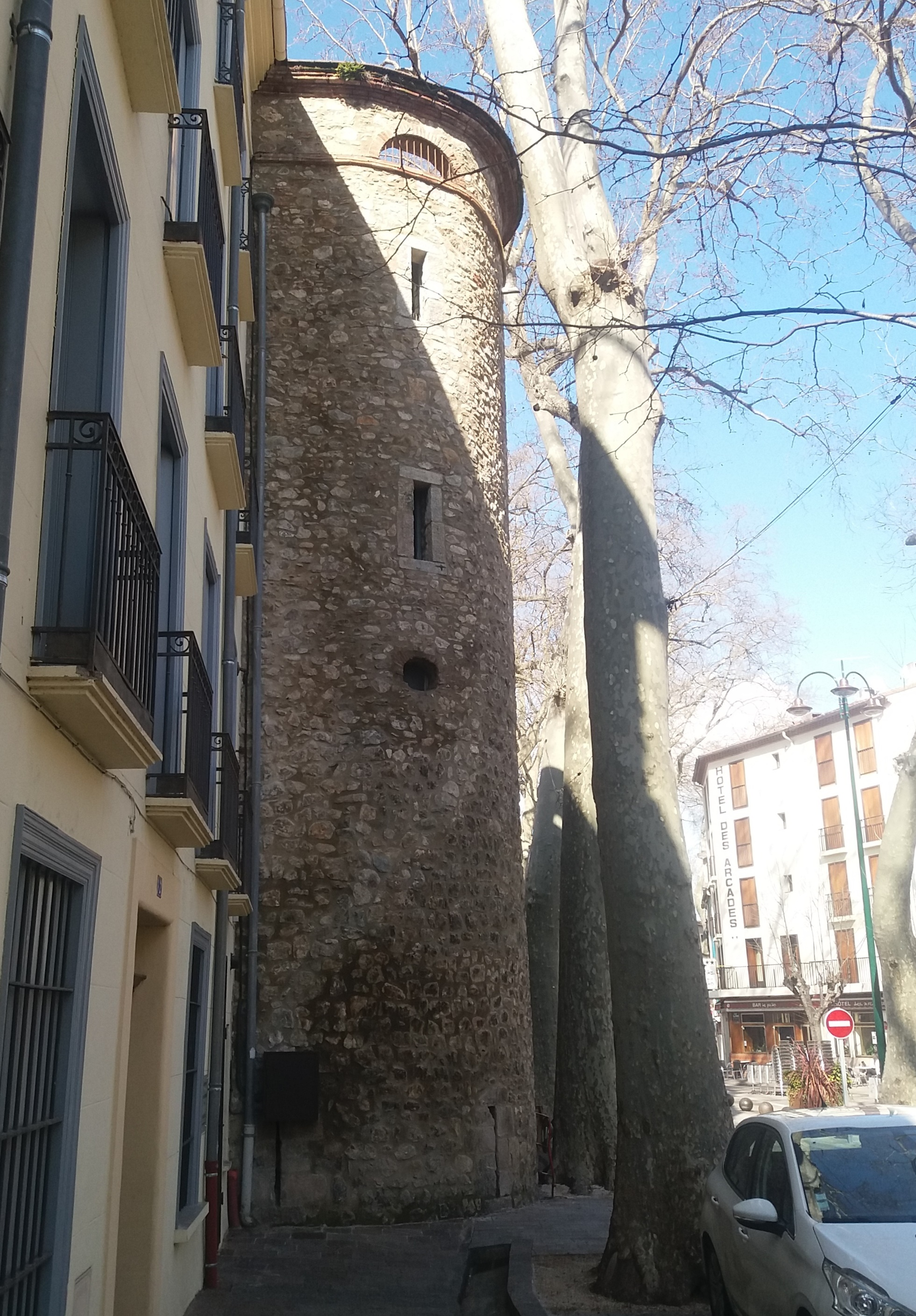
Torre gran de la Porta dels Moros

Envoltava la totalitat de la Vila vella, al cim del turó on es va construir aquesta vila. Tot i que no es conserven visibles gaires fragments dels llenços de muralles, el recinte es reconeix perfectament, en bona part perquè els antics fossars exteriors, que envoltaven tota la vila, estan ocupats actualment, al nord, est i part del sud del recinte, pels passeigs anomenats Bulevard del Mariscal Joffre, Bulevard de Jean Jaurès, Bulevard de Lafayette, Bulevard d'Aragó.

## La vila fortificada

### Història

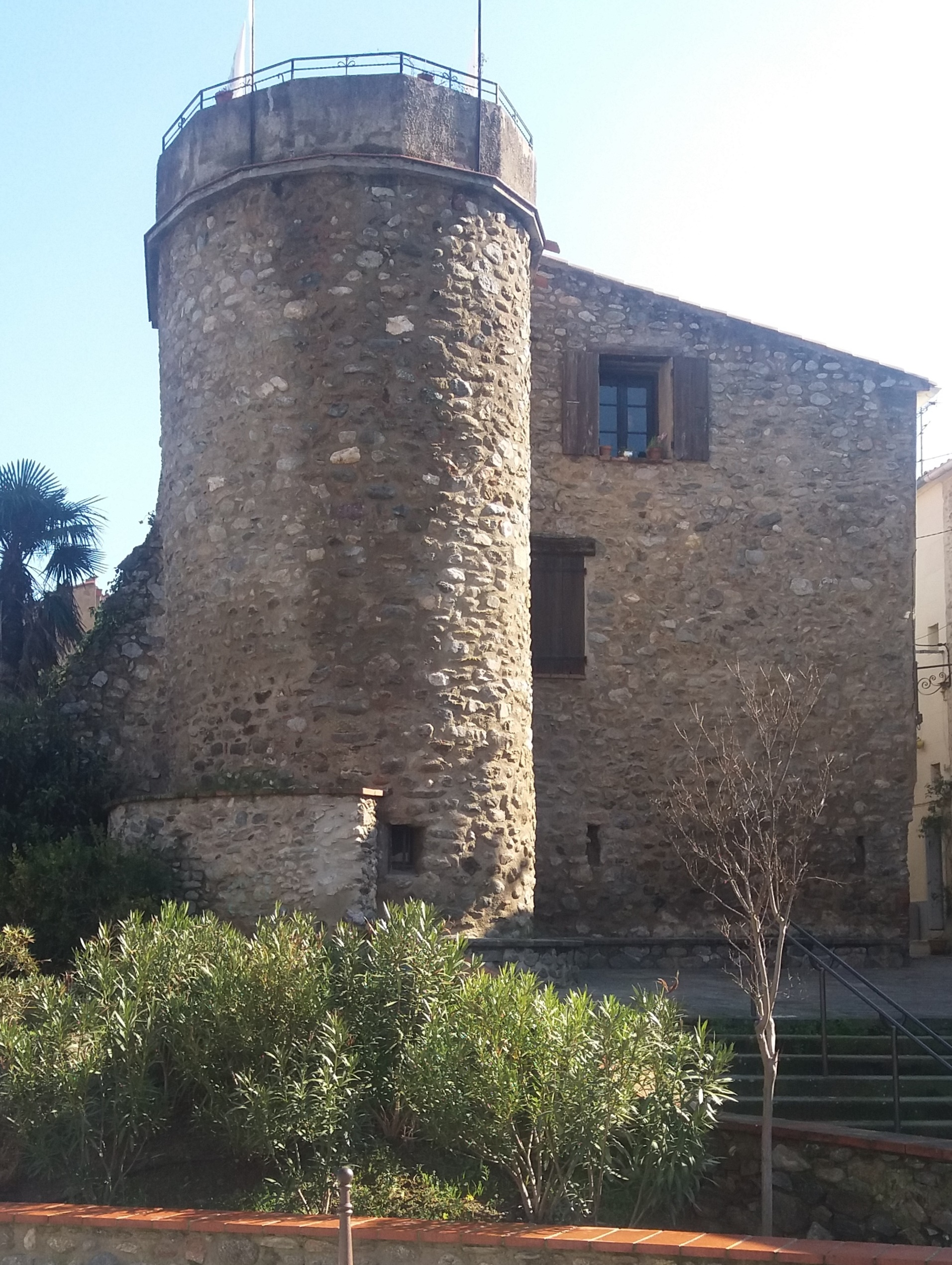
La Torre de les Esportelles

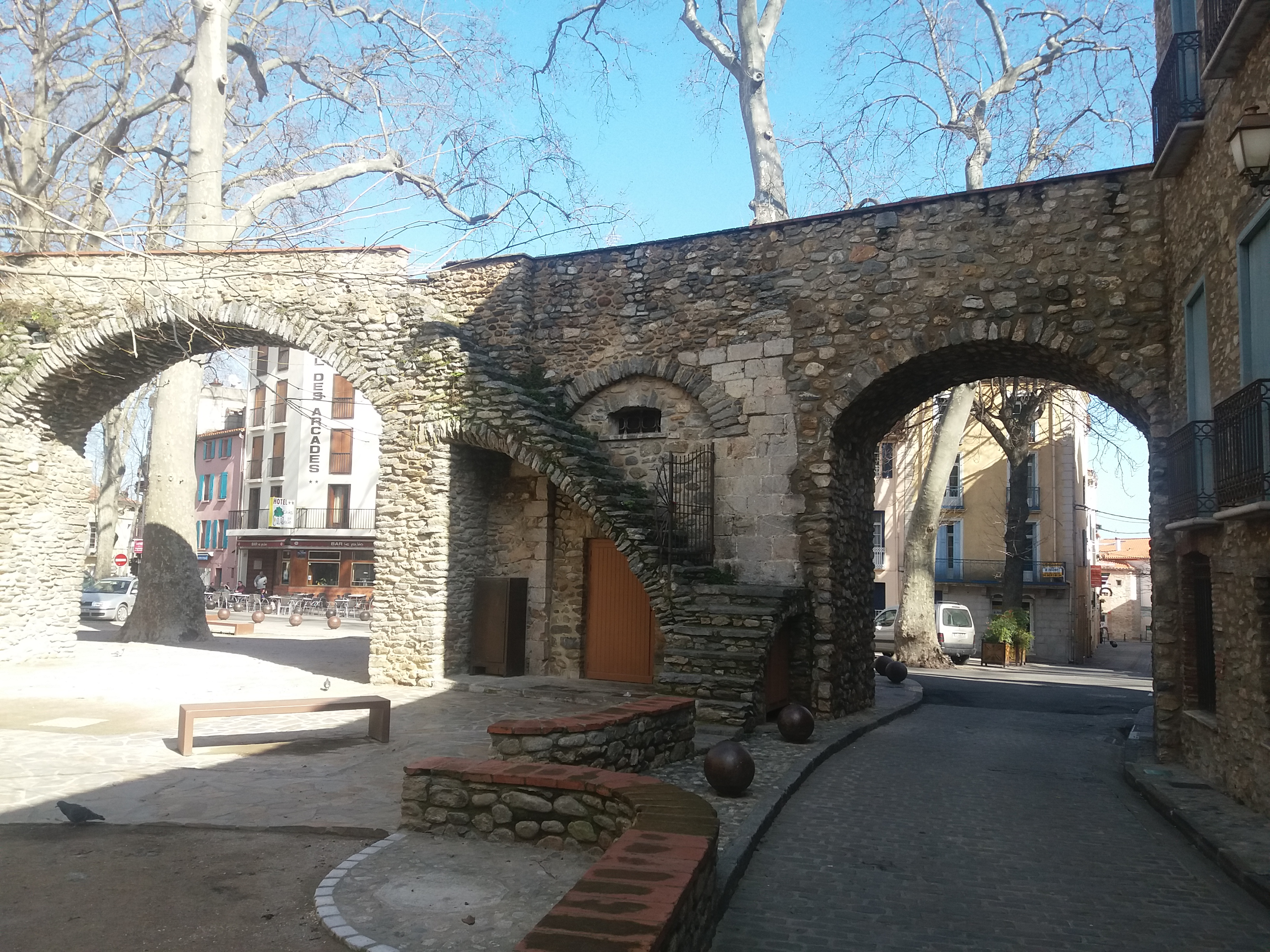
Porta dels Moros, part interior

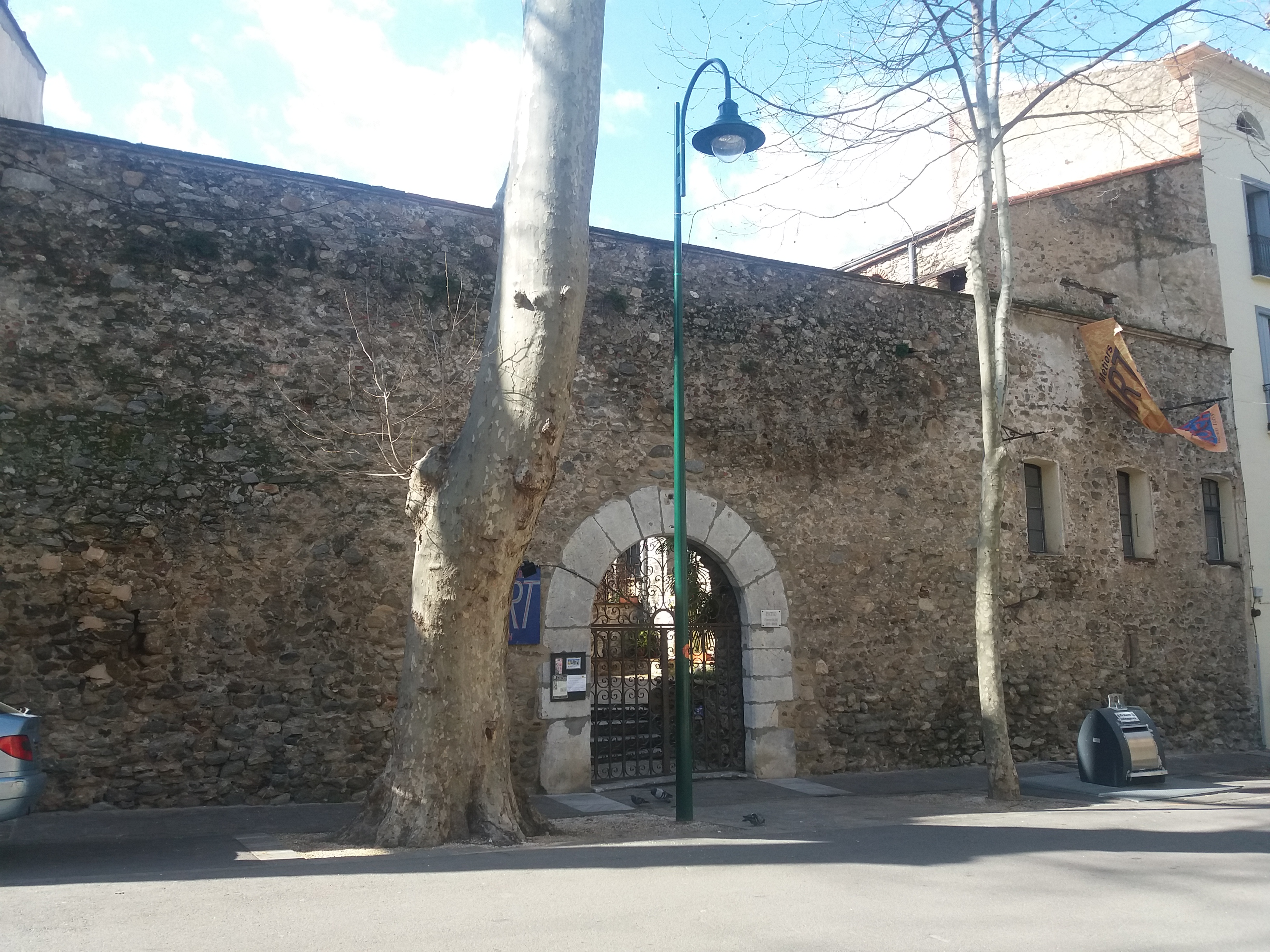
Pany de muralla de Sant Roc

L'origen remot de Ceret és probablement ibèric, romanitzat posteriorment. La vila fortificada està situada dalt d'un turó marcat per tres dels costats pels cursos de torrents procedents de la muntanya: en el vessant nord, més planer, és on es va desenvolupar la vila.
Ceret està documenyada des de l'any 814, en un precepte de Lluís el Piadós. S'hi explica que Ceret havia estat creada en un lloc deshabitat en temps de Carlemany, amb la intervenció, a més de l'emperador franc, del pare d'un dels dos a qui Lluís el Piadós concedeix l'aprisió. Es tracta, doncs, d'un document de continuació del poblament de Ceret. En el document, s'esmenta també l'església de Sant Pere. Entre els segles xi i xiii el senyoriu de la vila recau en una família anomenada Ceret: Gausfred de Ceret, el seu fill Guillem Gausfred, els fills del darrer, Rotllan i Udalgar, i els seus descendents Gausfred, Bernat, Guifré i Galceran, tots cognominats de Ceret. En aquesta època està documentat un castell o torre de Ceret, actualment desaparegut, que devien ser dins del recinte de la vila; tal vegada ocupaven part del lloc on es construí l'església barroca de Sant Pere, molt més gran que la primitiva església romànica.
Vers mitjan segle xiii s'extingí el llinatge de Ceret, i passà als Vernet, dels quals, per matrimoni passà als Castellnou i, a mitjan segle xiv, als Queralt. Aleshores passà a mans de burgesos ennoblits de Perpinyà, els darrers dels quals foren els Blan, la família dels quals tenia també el domini de Boaçà. Finalment, a finals del XIV s'integrà en el Vescomtat de Perellós, acabat de crear. Sota el domini de Lluís XI de França, en fou senyor Guillem de Caramany, marit d'una Perellós. Amb la restitució del comtat de Rosselló, els de Perellós entraren en litigis per tal de recuperar-ne el domini, però al final fou adjudicada a Claudi I de Lanuza, els descendents del qual la mantingueren fins a la Revolució Francesa.
Al segle xvii Ceret esdevingué un centre polític de primer ordre perquè s'hi celebraren les conferències per a l'aplicació del Tractat dels Pirineus. Deu anys més tard, a més, fou el centre de la Revolta dels Angelets.

### El recinte

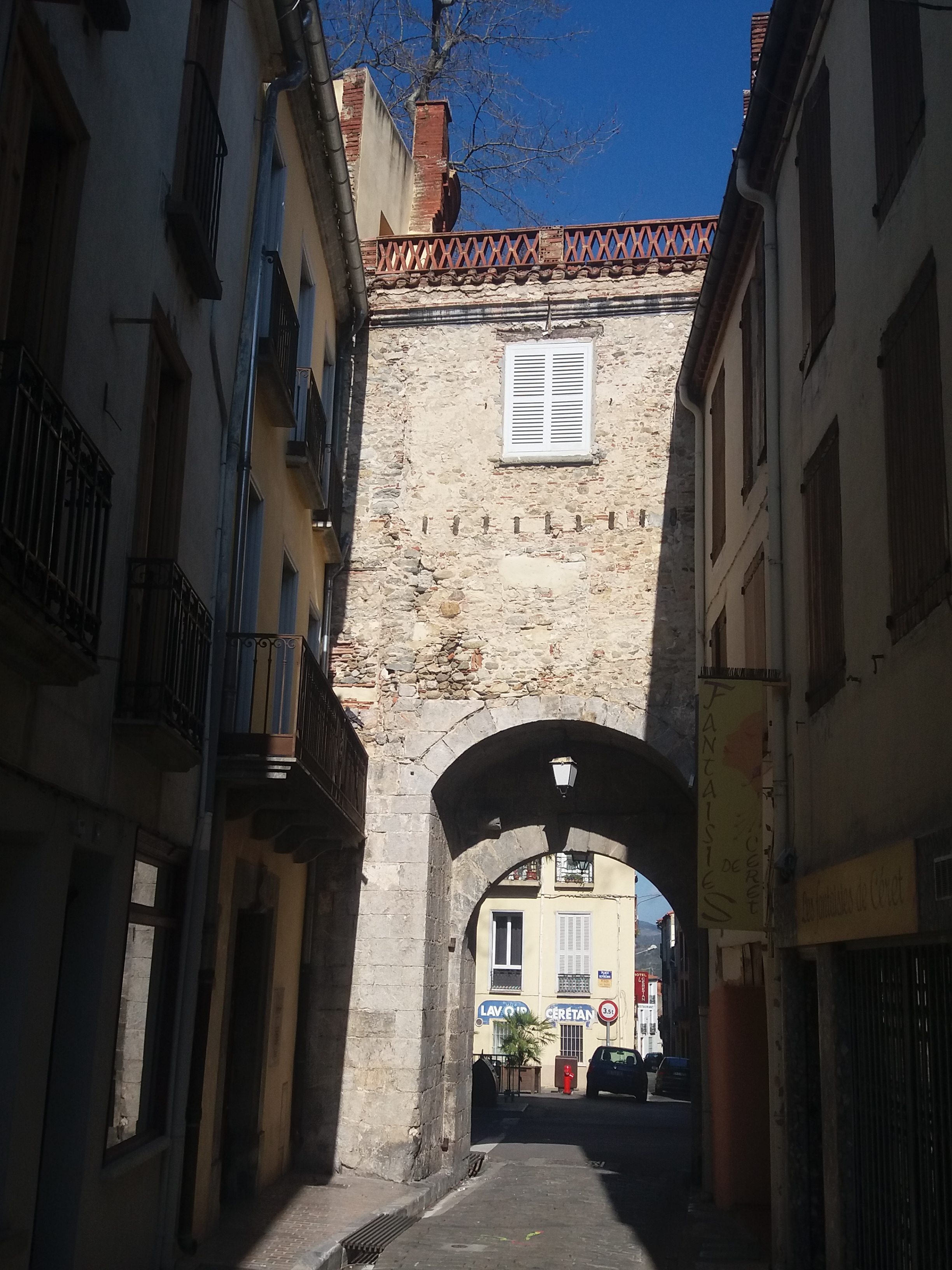
Interior de la Porta de França

Són els plànols conservats del segle xix els que informen més bé de l'evolució de les muralles de Ceret. Em primer lloc, es veu un primer recinte, que correspondria a la cellera primitiva, amb l'església romànica, molt més petita que l'actual, i unes cases envoltant l'església i el cementiri primitiu (la plaça actual davant de la porta principal de l'església). La part meridional d'aquest primer recinte va ser molt desdibuixat en construir-s'hi cases, però el nord és en bona part conservat. Aquest primer recinte correspon a l'existent entre el segle IX i el XII. S'engrandí, sobretot cap al sud, el segle xiii, amb un recinte que doblava la superfície de la vila. Tenia forma oval, i una de les portes era en l'actual Plaça de la Font dels Nou Raigs. La majoria dels fragments de muralla visibles avui dia corresponen a un recinte encara més gran, construïts ja al segle xiv. El traçat del segle xiii es trencà, i la Porta d'Espanya es traslladà cap a llevant, respecte del seu emplaçament anterior.
Queden bastants elements de les muralles, sobretot de les del XIV. El gruix de les muralles fou enderrocat el segle xix, i s'hi obriren els actuals baluards, abans esmentats. La Porta de França, al nord del recinte, prop de l'angle nord-oest, es conserva amb les seves dues torres, que, tanmateix, van ser coronades al XIX. La Porta d'Espanya i les Arcades, a l'angle nord-est del recinte, conserva, almenys en part, també les dues portes laterals, i al costat un pany de muralla que va ser obert formant les dues grans arcades que donen nom al lloc. Un altre pany de muralla, d'uns 6 metres, es troba en el costat est del recinte, a l'actual Bulevard de Lafayette. D'altres restes de les muralles es conserven a les cases que ressegueixen el traçat del recinte.